# Puerto de Vega
Puerto de Vega (en asturlleonès Veiga) és un poble i una parròquia del conceyu asturià de Navia. El seu nom va ser durant segles Vega de Navia, fins que a principis del XX es va canviar a l'actual, raó per la qual en tota la comarca se la coneix com a Vega.
Té una superfície de 4,74 km² en la qual habiten un total de 1.837 persones (INE 2006) distribuïdes entre les poblacions de Puerto de Vega, Santa Marina, Soirana, Vega de Cima i Vigo.
El poble de Puerto de Vega es troba a la zona nord-oriental del conceyu, a uns 28 metres d'altitud sobre el nivell del mar. A uns 7 quilòmetres de Navia, s'hi arriba a través de la carretera NV-2, que parteix de la N-634. És una de les localitats més habitades del concejo, ja que té 1.408 habitants. La seva "àrea metropolitana" té 3.160 habitants, la qual cosa suposa un terç dels habitants del concejo. Compta amb un port pesquer, que en temps passats va tenir gran importància comercial, arribant a establir-s'hi diverses indústries conserveres que en l'actualitat han desaparegut.
A Puerto de Vega va morir el 1811 l'il·lustrat asturià Gaspar Melchor de Jovellanos, a la casa de Trelles Osorio.
Altres personatges il·lustres relacionats amb el poble són el III Marquès de Santa Cruz de Marcenado, Álvaro Navia Osorio y Vigil (1684-1732) i Juan Pérez Villamil, polític dels xvii i xviii, tots dos oriünds del lloc. En aquest poble hi ha monuments a Jovellanos i al marquès de Santa Cruz.
Les principals festes del poble són entre el 7 i el 10 de setembre, en què es festeja a la Verge de la Talaia, i el 18 de juliol a Santa Marina. També està molt concorreguda la sardinada a l'estiu. Durant els mesos estivals és visitat des de tots els racons de la península.